# 扁恰里螺
扁恰里螺（学名：Kaliella depressa），又名
平黍蜗牛（学名：Parakaliella depressa），是柄眼目恰里螺属的一個动物物種。
本物種過往曾屬於拟阿勇蛞蝓科及鳖甲蜗牛科，今屬Chronidae科。本物種是中国的特有物种。

## 分佈
本物種分佈於中國大陸的广东、海南、广西、湖南、长江流域一带，也分佈於台湾北部（淡水、新店、坪林、彰化、南投）、香港、澳门等地。
生活环境为陆地，主要栖息于潮湿多腐殖质的公园、农田、花卉丛、灌木丛、草丛根部土壤或灌木林底层落叶中，以及住宅、寺庙墙角、石堆。